# Карл Йорданов
Карл Димов Йорданов е български художник-иконописец и реставратор.

## Биография
Роден е на 15 декември 1905 г. в София. През 1927 г. завършва живопис при проф. Цено Тодоров и графика при Васил Захариев в Художествената академия в София. През 1939 – 1940 г. специализира реставрация на фрески и картини в Германия, а през 1940 г. в Италия при проф. Листа и проф. М. Пелициоли в Милано.
Почива на 6 ноември 1976 г. Пловдив.

## Творческа дейност
От 1939 до 1940 г. е реставратор към Археологическия музей в София. Участва в графични изложби в Югославия, Чехословакия, Швеция, Дания, Италия, Китай, Алжир.
След 1949 г. Карл Йорданов участва в колектива на Николай Ростовцев при изписването на много църкви, сред тях са „Св. Богородица“ във Варна, „Св. Никола Големи“, „Св. Нколай Софийсски Нови“ и „Св. Неделя“ и др. в София, църкви в Бургас, Поморие, Русе, Чепеларе, Смолян, а също в реставрирането на Боянската църква, Казанлъшката гробница и други храмове и паметници.
През 1977 г. в София е уредена негова посмъртна изложба – живопис и графика.
Личният архив на Карл Йорданов е предаден на съхранение в Държавна агенция „Архиви“ във фонд 1784К. Той обхваща 542 архивни единици с документи, творчество и фотографии в периода 1906 – 1983 г.